# Open di Francia 2019 - Quad doppio
Questa è la prima edizione del torneo Quad doppio all'Open di Francia.
Dylan Alcott e David Wagner hanno conquistato il titolo battendo in finale Ymanitu Silva e Kogi Sugeno con il punteggio di 6-1, 6-3.

## Tabellone

### Legenda
| - Q = Qualificato - WC = Wild card - LL = Lucky loser | - ALT = Alternate - SE = Special Exempt - PR = Protected Ranking | - w/o = Walkover - r = Ritirato - d = Squalificato |

## Finale
|  | Finale                    |                           |                           |   |   |  |
|  |                           |                           |                           |   |   |  |
|  | Dylan Alcott David Wagner | Dylan Alcott David Wagner | Dylan Alcott David Wagner | 6 | 6 |  |
|  | Ymanitu Silva Kogi Sugeno | Ymanitu Silva Kogi Sugeno | Ymanitu Silva Kogi Sugeno | 3 | 3 |  |